# アレックス・アル
アレックス・アル（Alex Al）は、アメリカのジャズ、ポップ、R&B、ロックのベーシスト。セッション・ミュージシャンとして活動しており、特にスムーズジャズの業界では重宝されている。
彼はマイケル・ジャクソンの最後のライブ・ツアー「ディス・イズ・イット」にも同行していたが、マイケルの死去により、ツアーは叶わず。マイケルとセッションしている様子はそのリハーサルを映画化した『マイケル・ジャクソン THIS IS IT』に映されている。

## セッション・ワーク
| - クリスティーナ・アギレラ - レジーナ・ベル - デイヴィッド・ベノワ - ジョージ・ベンソン - スタンリー・クラーク - ブライアン・カルバートソン - フォー・リアル - マイケル・フランクス - ジェフ・ゴラブ - ユージ・グルーヴ | - デイヴ・コーズ - ハービー・ハンコック - ジェニファー・ラブ・ヒューイット - ドゥルー・ヒル - マイケル・ジャクソン - ボブ・ジェームス - ジョニー・ラング - ジェフ・ローバー - マイア | - ダン・シーゲル - ポール・サイモン - ブライアン・シンプソン - ジョーダン・スパークス - スペシャルEFX - ミシェル・トゥームス - アンクル・クラッカー - カーク・ウェイラム |